# جوزيف شلينكوفر
جوزيف شلينكوفر (بالألمانية: Josef Schleinkofer)‏ (19 مارس 1910 – 1984) هو ملاكم ألماني راحل، مثّل بلاده في الألعاب الأولمبية الصيفية 1932.

## روابط خارجية
جوزيف شلينكوفر على موقع بوكس ريك (الإنجليزية) (registration required)
- جوزيف شلينكوفر على موقع أوليمبيديا (الإنجليزية)